# The Number of the Beast (roman)
The Number of the Beast är en sciencefictionroman av den amerikanske författaren Robert A. Heinlein utgiven 1980 som (ISBN 0-449-13070-3).
I romanen visar sig det mytiska talet inte vara 666, utan {\displaystyle 6^{6^{6}}}, ett otroligt stort tal som motsvarar 1·1036306.

## Om boken
Boken utspelar sig i en ikke-fjärran framtid i ett parallelluniversum till vårt, men med starka likhetsdrag.
Bilen har bytts  ut mot en datorstyrd flygmaskin med atommotor. Datorn är specialgjord, bland annat med koppling som möjliggör fria associationer. Hjälten möter den store kärleken på en universitetsfest. Hon är dotter till en av matematikkprofessor som visar sig ha uppfunnit ett instrument som låter dem resa utan energitillförsel både från plats till plats och mellan alternativa universa, som finns i just antalet {\displaystyle 6^{6^{6}}}. De tre plus hjältens tant Hilda, som är både rik och innehar en akademisk doktorsgrad. Den hade hon fått för en avhandling, som satte opponenten att gå bet på att helt förstå, vad hon hade skrivit må fly för en okänd fiende som försöker spränga professorn i luften.
Det händer inom åtskillga universa som har författare har hittat på, att man bland annat ser Alice försvinna till underlandet, besöka den snälla häxan i Trollkarlen från Oz och Edgar Rice Burroughs röda planet på jakt efter den mystiske motståndaren. På vägen får de problem med ledarskap och disciplin och slutar med Hilda som kaptenen som klarar av att hålla ordning på de tre andre individualisterna. De gifter sig efterhand bokstavligt sagt med varandra.
Boken är en av Heinleins World as a Myth-romaner och historien fullbordas med att bokens personer möter och slår sig ihop med ien  tusenåringens Lazarus Long storfamilj, som hjälper dem med att arrangera en fälla i form av en parodiskt hållen författarkongress.

## Utgåvor
- 12 juli, 1980, Ballantine Books, paperback, 511 sidor. ISBN 0-449-90040-1
- 12 december, 1980, Ballantine Books, paperback. ISBN 0-449-90019-3
- 12 maj, 1982, Fawcett, paperback. ISBN 0-449-14476-3
- 12 september, 1986, Fawcett, paperback (omtryck), 512 sidor. ISBN 0-449-13070-3